# УралЗИС-355
УралЗИС-355 (355В) — двухосный грузовой автомобиль средней грузоподъёмности, выпускавшийся на Уральском автомобильном заводе с 1956 по 1958 год. Являлся переходной моделью от УралЗИС-5 к УралЗИС-355М.

## История
Уральский автомобильный завод в городе Миасс был основан в годы Великой Отечественной войны как одна из площадок эвакуированного Московского автомобильного завода имени Сталина, с тем чтобы выпускать грузовые автомобили ЗИС-5. После окончания войны завод продолжил сборку автомобилей этой модели, попутно модернизируя её. Однако к началу 1950-х годов было уже ясно, что автомобиль созданный ещё в начале 1930-х, даже после модернизаций морально устарел и нуждается в замене на новую, современную модель.
Ещё в конце 1940-х годов на заводе в Миассе начались работы по созданию нового семейства дорожных двухосных грузовиков средней грузоподъемности перспективной модели «353», в частности с цельнометаллической кабиной и более мощным двигателем. Опытные образцы таких автомобилей в исполнении самосвала, бортового и даже газогенераторного варианта были построены к началу 1950-х. Однако, запуск в серийное производство затягивался, а отчитываться перед Москвой, а тем более к предстоящему ХХ съезду партии, за освоение новых моделей было необходимо. Пока шла подготовка к производству будущего автомобиля, было решено модернизировать уже выпускаемую продукцию, что и было сделано в начале 1956 года.
Незначительные изменения коснулись внешнего облика автомобиля. Ещё с конца 1955 года, вместо гнутых крыльев-брызговиков угловатой формы освоенных в производстве ещё во время войны для технологической простоты, были применены вновь штампованные крылья округлой формы, во-многом похожие на первоначальные, с которыми автомобиль выпускался ещё в Москве в 30-х годах. Вместе с тем на этих крылья стали устанавливать указатели поворота, чего раньше не было. Так же обновленный грузовик отличался от прежних колесными дисками в шесть вентиляционных отверстий, несколько напоминавших диски грузовика ГАЗ-51. Эти автомобили, несмотря на незначительность изменений, получили совершенно новый индекс «355», совсем как новая модель, хотя по своей сути таковой не являлись.
В 1957 году завод освоил глубоко модернизированный 95-сильный двигатель модели «353В», который должны были устанавливать на перспективную модель грузовика «353». Его стали устанавливать на УралЗИС-355, в результате чего к индексу добавилась литера «В» (автомобиль стал называться УралЗИС-355В). Эти работы, как и сама модель 355/355В, были временной мерой на пути к глубоко модернизированной модели УралЗИС-355М, которая стала выпускаться на заводе с 1958 года. С освоением этой модели «трехтонка» утратила свой привычный «угловатый» облик и стала больше напоминать грузовики ГАЗ .